# Vitstrupig nikator
Vitstrupig nikator (Nicator gularis) är en afrikansk fågel i familjen nikatorer inom ordningen tättingar.

## Utseende och läte
Nikatorer är udda fåglar lika busktörnskator med kraftiga krokförsedda näbbar. Vitstrupig nikator är kraftig vitfläckat olivgrön ovan, undertill ljus. I flykten syns gula hörn på stjärten. Arten är mycket ljudlig, med snabba ramsor med ihåliga toner.

## Utbredning och systematik
Vitstrupig nikator förekommer från södra Somalia till Kenya, Tanzania, Zambia, Moçambique och KwaZulu-Natal i Sydafrika. Den behandlas som monotypisk, det vill säga att den inte delas in i några underarter.

### Familjetillhörighet
Nikatorerna har placerats i familjer som bulbyler (Pycnonotidae) och busktörnskator (Malaconotidae). Genetiska studier visar dock att de utgör en helt egen och tidig utvecklingslinje inom överfamiljen sångare (Sylvioidea). Exakt vilka nikatorernas närmaste släktingar är har inte klarlagts, där olika genetiska studier ger olika resultat: systerklad till en grupp bestående av lärkor och skäggmes, i en polytomi med denna grupp och resten av Sylvioidea eller systerklad till resten av Sylvioidea med eller utan lärkorna.

## Levnadssätt
Arten hittas i tät skog och buskmarker där den håller sig gömd i undervegetationen. Den ger sig oftast tillkänna genom sina läten.

## Status och hot
Arten har ett stort utbredningsområde och en stor population med stabil utveckling och tros inte vara utsatt för något substantiellt hot. Utifrån dessa kriterier kategoriserar internationella naturvårdsunionen IUCN arten som livskraftig (LC). Världspopulationen har inte uppskattats, men beståndet i södra Moçambique tros bestå av över 10.000 fåglar.